# Карлсен, Сорен Эмиль
Сорен Эмиль Карлсен (дат. Søren Emil Carlsen; 1853—1932) — американский художник датского происхождения, один из выдающихся американских художников XX века.
За свою долгую карьеру завоевал многие из самых престижных наград в американском искусстве и был избран членом Национальной академии дизайна. Более сорока лет Карлсен был уважаемым педагогом в Чикаго, Сан-Франциско и Нью-Йорке.

## Биография
Родился 19 октября 1853 года в Копенгагене. Рос в столице Дании в художественной семье — мать рисовала, а его кузен, повлиявший на выбор мальчика, был директором Датской королевской академии.
В течение четырёх лет Карлсен изучал архитектуру в Королевской академии в Копенгагене, а затемв 1872 году эмигрировал в Соединенные Штаты, поселившись в Чикаго. Интересуясь искусством, сначала работал в качестве помощника архитектора и учился у датского художника-мариниста Lauritz Holst. Когда Holst решил вернуться из США в Данию, он оставил свою студию Карлсену. Быстро прогрессируя в живописи, Карлсен был назначен преподавателем рисования и живописи в Chicago Academy of Design. Желая совершенстоваться, в 1875 году он отправился в Париж, где он попал под влияние французского художника Жана-Батиста Шардена. По возвращении в Соединенные Штаты, Карлсен создал студию в Нью-Йорке и начал писать натюрморты в стиле тонализм, которые в некоторой степени напоминали работы Шардена. Однако продажа работ в Нью-Йорке была сложной и Карлсен переехал в Бостон, где у него настал период хорошего дохода.

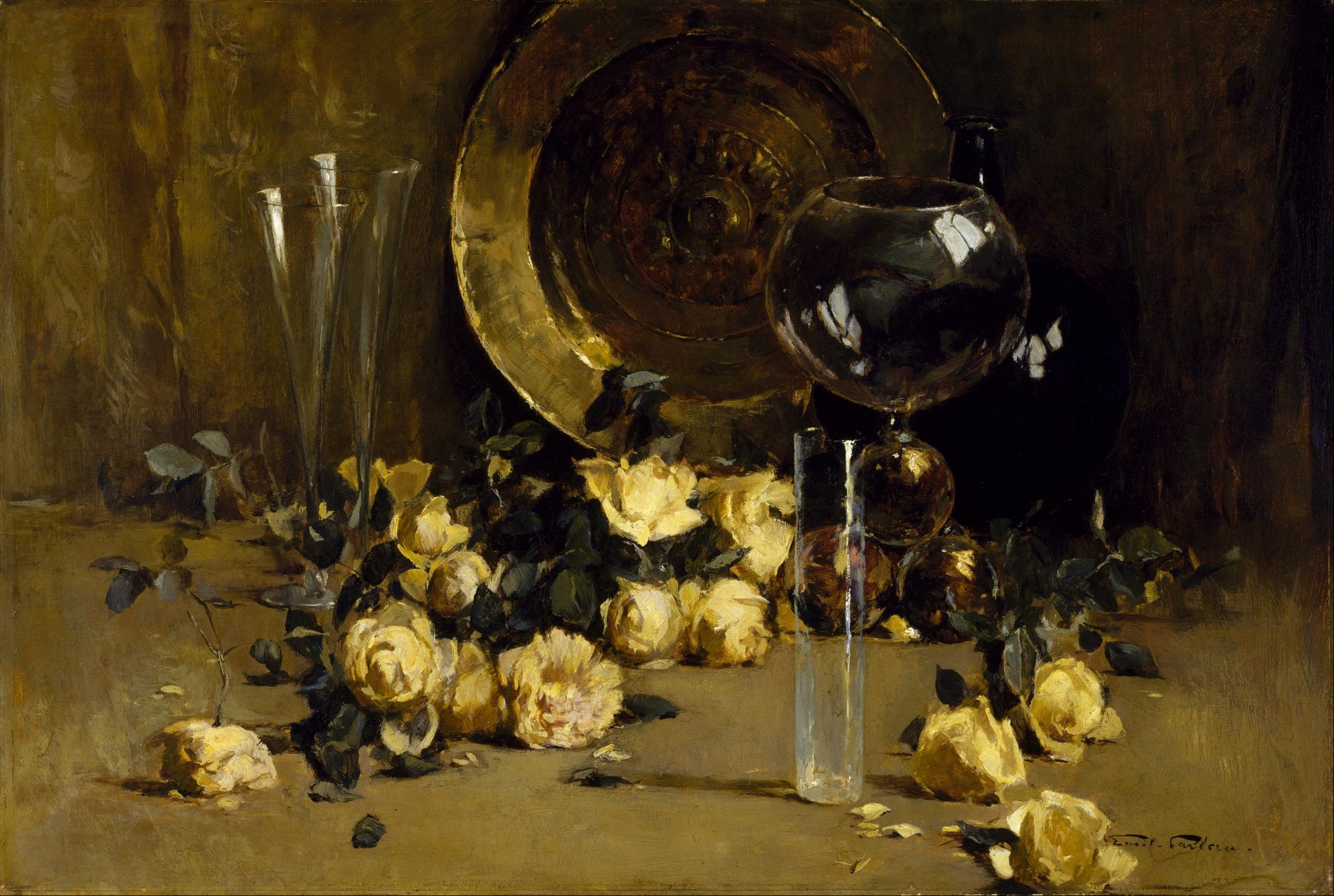
Still Life with Yellow Roses, 1880−1890 годы

Затем художник снова вернулся в Нью-Йорк, в 1879 году провел аукцион своих работ, но в конечном итоге продал всего несколько картин. Это побудило Карлсена заняться гравюрой, с которой он нашел приобрел некоторый успех, но был неудовлетворён тем, что не в состоянии писать серьёзные картины полный рабочий день. Успех его натюрмортов на выставке в Пенсильванской академии изобразительных искусств в 1883 году стал первым заметным событием в его карьере. В 1884 году он вернулся в Европу, писал цветочные натюрморты для дилера Theron J. Blakeslee. В 1885 году две работы Карлсена экспонировались на Парижском салоне, но в конце концов он отдалился от натюрмортов.

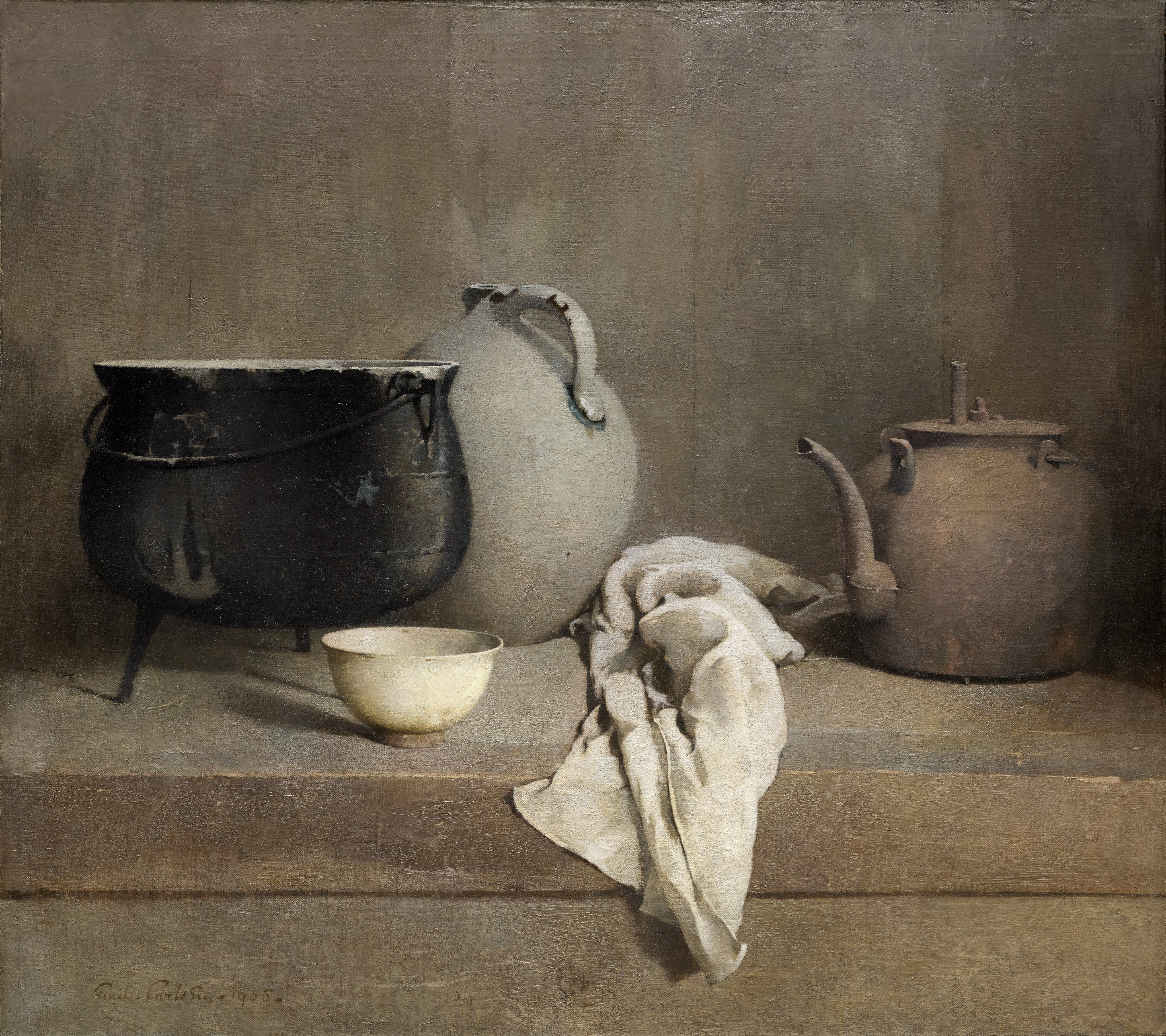
Study in Grey, 1906 год

Снова вернувшись в Нью-Йорк и открыв студию на 57th Street, он снова столкнулся с проблемой продажи своих работ и переехал в Сан-Франциско. В 1887—1889 годах он занимал должность директора школы California School of Design. Подружился с Артуром Мэтьюсом, который тоже преподавал в этой школе и был ведущей фигурой Движении искусств и ремёсел. Затем Карлсен перешел преподавать в San Francisco Art Students League, где проработал по 1891 год. Он повлиял на творчество некоторых студентов, в числе которых был Ги Роуз, калифорнийский художник, ставший ведущим импрессионистом «группы Живерни».
Карлсен вновь переехал на Восток Соединённых Штатов, начал карьеру педагога, продолжавшуюся много лет — преподавал в Национальной академии дизайна, Лиге студентов-художников, Пенсильванской академии изящных искусств. Поддерживая дружеские отношения с другими нью-йоркскими художниками, такими как Джон Твахтман и Джулиан Уир, он заинтересовался пейзажной и маринистической живописью.
Сорен Эмиль Карлсен вместе со своим маленьким сыном Dines прожил несколько лет в коттедже на ферме. В 1905 году он купил дом в местечке Falls Village, штат Коннектикут, где его семья проводила вместе время, когда Карлсен был свободен от преподавания в Нью-Йорке.
В 1912, 1919, 1921 и 1923 годах он провёл персональные выставки в нью-йоркской Macbeth Gallery. Получил премию Samuel T. Shaw Purchase Prize Национальной академии дизайна, где преподавал с 1905 по 1909 годы. Переехав из Нью-Йорка в Филадельфию, в течение многих лет читал лекции в Пенсильванской Академии изобразительных искусств.
Умер 2 января 1932 года в Нью-Йорке. Был похоронен на кладбище Sand Hill Cemetery в городе South Canaan, штат Коннектикут.
Сорен Эмиль Карлсен в 1896 году женился на Luela Mary Ruby, и они поселились в Нью-Йорке на 59th Street в студии, которая стала его домом до конца жизни. У них был один сын Dines Carlsen (1901—1966), который тоже стал художником и членом Национальной академии дизайна (1942).